# Rusostigma radiirugosa
Rusostigma radiirugosa là một loài côn trùng cánh nửa trong họ Aleyrodidae, phân họ Aleyrodinae.
Rusostigma radiirugosa được Quaintance & Baker miêu tả khoa học đầu tiên năm 1917.